# Karl Kittsteiner
Karl Kittsteiner (* 20. Juni 1920 in Worzeldorf; † 12. August 2011 in Nürnberg) war ein deutscher Radrennfahrer.
1940 wurde Karl Kittsteiner Deutscher Amateur-Meister auf der Straße vor Hans Preiskeit, 1942 belegte er den dritten Platz. 1943 gewann er Rund um Köln und belegte einen dritten Platz bei den Deutschen Straßenmeisterschaften. Im April 1946 schrieb Kittsteiner, der inzwischen Profi geworden war, Radsportgeschichte: Er gewann das erste deutsche Rundstrecken-Straßenrennen seit Kriegsende in München vor dem Berliner Harry Saager.
Im selben Jahr wurde Kittsteiner, Mitglied des Nürnberger Vereins RC Herpersdorf, Deutscher Straßen-Meister. Ebenfalls 1946 errang er den Titel des Deutschen Vize-Meisters im Zweier-Mannschaftsfahren wie auch in den Jahren 1948 bis 1950. 1954 wurde er schließlich Deutscher Meister der Steher, 1948, 1949 und 1950 wurde er Vize-Meister. Das Goldene Rad von Erfurt gewann er 1954.